# Hirschhausen im…

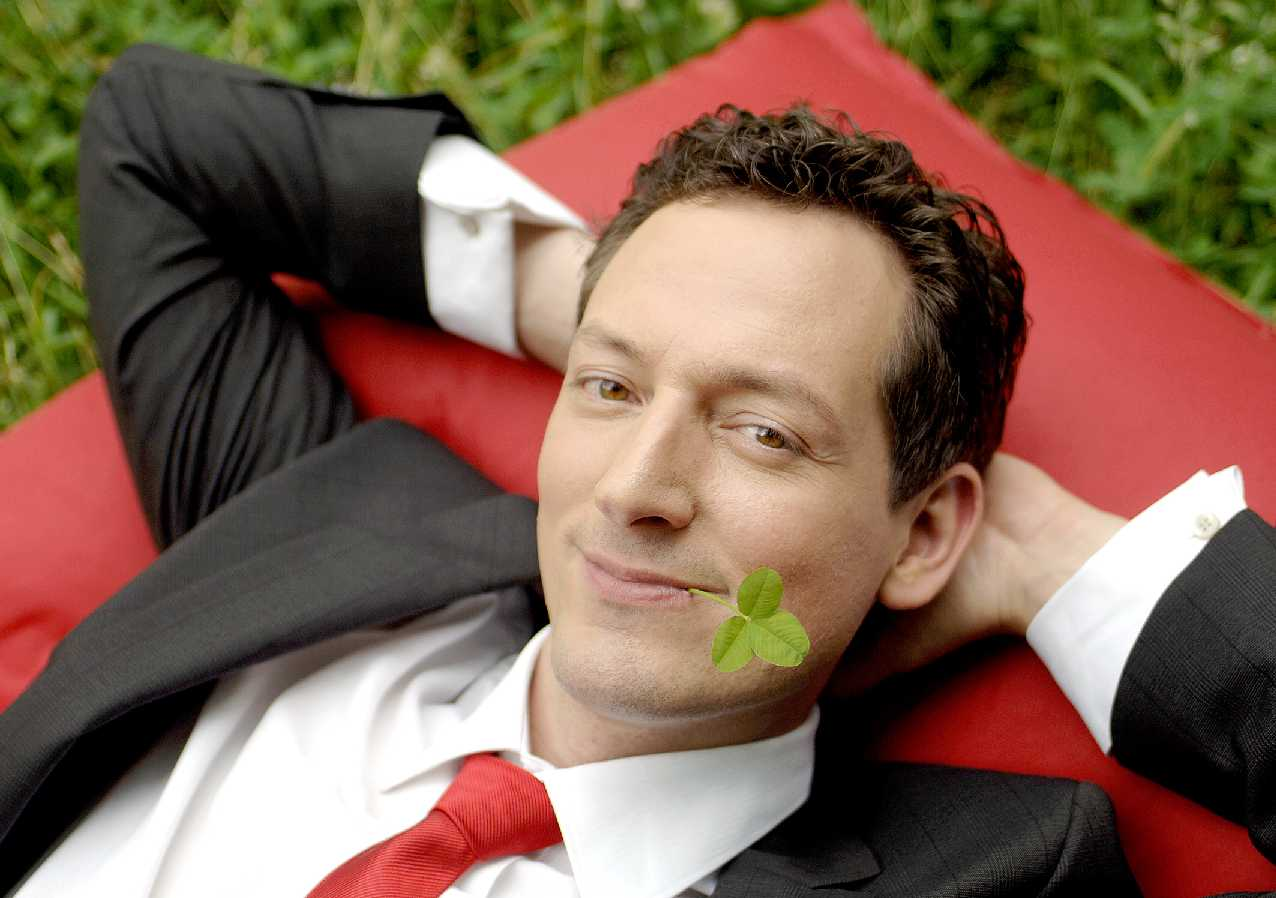
Eckart von Hirschhausen

Hirschhausen im… (auch Hirschhausen…) ist eine 45-minütige Reportagereihe des WDR mit Fernseharzt, Comedian und Schriftsteller Eckart von Hirschhausen. Sie wird unregelmäßig im Ersten sowie im WDR ausgestrahlt.
Die Sendung knüpft inhaltlich an Hirschhausens Check-up an. Eckart von Hirschhausen behandelt nun nicht nur das Thema Alter, sondern auch Gesundheit und seit 2020 COVID-19. Es sind bis Anfang 2025 sieben Folgen zu Gesundheit und sechs Folgen zum Coronavirus erschienen. Neben Erklärungen gibt es auch Gespräche mit Betroffenen. Hirschhausen versucht in der Sendung, die Emotionen zu dem Thema herauszufinden.
| #  | Premiere          | Hirschhausen…                                     |
| -- | ----------------- | ------------------------------------------------- |
| 1  | 1. Okt. 2017      | … im Altenheim                                    |
| 2  | 16. Sep. 2019     | … im Hospiz – wie das Ende gelingen kann          |
| 3  | 23. Sep. 2019     | … im Knast – wen wir wirklich am Leben brauchen   |
| 4  | 11. Nov. 2019     | … macht Schule – Warum Bildung gesund macht       |
| 5  | 12. Mai 2020      | … auf Intensiv                                    |
| 6  | 29. Januar 2021   | … als Corona-Impfproband                          |
| 7  | 4. Dez. 2021      | … – Corona ohne Ende                              |
| 8  | 29. Juni 2022     | … und Long-Covid – Die Pandemie der Unbehandelten |
| 9  | 12. Juni 2023     | … – was von Corona übrig bleibt                   |
| 10 | 30. Oktober 2023  | … und ADHS                                        |
| 11 | 8. April 2024     | … und die Abnehmspritze                           |
| 12 | 18. November 2024 | … und der lange Schatten von Corona               |
| 13 | 27. Januar 2025   | … und die Macht des Alkohols                      |